# Castor M1 (foguete)

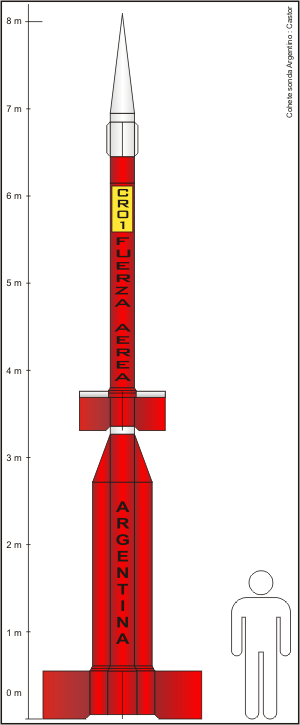
Foguete de sondagem Castor M1.

O Castor M1, também conhecido como Castor A foi o primeiro foguete de sondagem de grande porte, massa superior a 1.000 kg,
fabricado na Argentina. Capaz de atingir altitudes de até 500 km, era composto de quatro foguetes Canopus II dispostos "em penca" como primeiro
estágio e apenas um foguete Canopus II como segundo. Ocorreram vários lançamentos experimentais para avaliação de performance e comportamento desde
22 de dezembro de 1969 a partir do Centro de Experimentación y Lanzamiento de Proyectiles Autopropulsados Chamical (CELPA Chamical). O primeiro lançamento
operacional, ocorreu em 22 de novembro de 1973.

## Especificações
- Número de estágios: 2
- Massa total: 1200 kg
- Altura: 8,08 m
- Diâmetro: 68,55 cm e 27,85 cm
- Carga útil: 50 kg
- Apogeu: 500 km